# United States Basketball League 1997
La stagione USBL 1997 fu la dodicesima  della United States Basketball League. Parteciparono 12 squadre divise in due gironi.
Rispetto alla stagione precedente si aggiunsero tre nuove franchigie, i Philadelphia Power, i Raleigh Cougars e i Westchester Kings. I Portland Mountain Cats si rinominarono Portland Wave. I Carolina Cardinals e i Treasure Coast Tropics si sciolsero.

## Squadre partecipanti
- Atlanta Trojans
- Atl. City Seagulls
- Conn. Skyhawks
- Florida Sharks
- Jacks. Barracudas
- Long Island Surf
- N.H. Thunder Loons
- Philadelphia Power
- Portland Wave
- Raleigh Cougars
- T.B. Windjammers
- Westchester Kings

## Classifiche

### Northern Division
| Squadra                     | V  | P  | %    | GB |
| --------------------------- | -- | -- | ---- | -- |
| Atlantic City Seagulls C    | 20 | 6  | 76,9 | -  |
| Long Island Surf            | 19 | 7  | 73,1 | 1  |
| Connecticut Skyhawks        | 13 | 13 | 50,0 | 7  |
| Portland Wave               | 12 | 14 | 46,2 | 8  |
| Philadelphia Power          | 10 | 16 | 38,5 | 10 |
| New Hampshire Thunder Loons | 10 | 16 | 38,5 | 10 |
| Westchester Kings           | 9  | 17 | 34,6 | 11 |

### Southern Division
| Squadra                 | V  | P  | %    | GB |
| ----------------------- | -- | -- | ---- | -- |
| Atlanta Trojans         | 18 | 8  | 69,2 | -  |
| Raleigh Cougars         | 14 | 12 | 53,8 | 4  |
| Jacksonville Barracudas | 13 | 13 | 50,0 | 5  |
| Florida Sharks          | 9  | 17 | 34,6 | 9  |
| Tampa Bay Windjammers   | 9  | 17 | 34,6 | 9  |

## Play-off

### Quarti di finale
|  | Raleigh Cougars | 128 – 124 | Jacksonville Barracudas |  |

|  | Atlantic City Seagulls | 141 – 122 | Philadelphia Power |  |

|  | Long Island Surf | 129 – 118 | Connecticut Skyhawks |  |

|  | Atlanta Trojans | 104 – 94 | Tampa Bay Windjammers |  |

### Semifinali
|  | Long Island Surf | 121 – 102 | Atlanta Trojans |  |

|  | Atlantic City Seagulls | 135 – 123 | Raleigh Cougars |  |

### Partita di consolazione
|  | Atlanta Trojans | 138 – 117 | Raleigh Cougars |  |

### Finale
|  | Atlantic City Seagulls | 114 – 112 | Long Island Surf |  |

### Tabellone
|  | Quarti di finale | Quarti di finale | Quarti di finale |             |               | Semifinali    | Semifinali | Semifinali |  |  | Finale | Finale | Finale |  |
|  |                  |                  |                  |             |               |               |            |            |  |  |        |        |        |  |
|  | 1n               | Atlantic City    | 1                |             |               |               |            |            |  |  |        |        |        |  |
|  | 1n               | Atlantic City    | 1                |             |               |               |            |            |  |  |        |        |        |  |
|  | 5n               | Philadelphia     | 0                |             |               |               |            |            |  |  |        |        |        |  |
|  | 5n               | Philadelphia     | 0                |             | 1n            | Atlantic City | 1          |            |  |  |        |        |        |  |
|  |                  |                  |                  |             | 1n            | Atlantic City | 1          |            |  |  |        |        |        |  |
|  |                  |                  | 2s               | Raleigh     | 0             |               |            |            |  |  |        |        |        |  |
|  | 2s               | Raleigh          | 2s               | Raleigh     | 0             | 1             |            |            |  |  |        |        |        |  |
|  | 2s               | Raleigh          |                  |             |               |               |            |            |  |  |        |        |        |  |
|  | 3s               | Jacksonville     | 0                |             |               |               |            |            |  |  |        |        |        |  |
|  | 3s               | Jacksonville     | 0                |             | Atlantic City | Atlantic City | 1          |            |  |  |        |        |        |  |
|  |                  |                  |                  |             |               |               |            |            |  |  |        |        |        |  |
|  |                  |                  | Long Island      | Long Island | 0             |               |            |            |  |  |        |        |        |  |
|  | 5s               | Tampa Bay        | Long Island      | Long Island | 0             | 0             |            |            |  |  |        |        |        |  |
|  | 5s               | Tampa Bay        |                  |             |               |               |            |            |  |  |        |        |        |  |
|  | 1s               | Atlanta          | 1                |             |               |               |            |            |  |  |        |        |        |  |
|  | 1s               | Atlanta          | 1                |             | 2n            | Long Island   | 1          |            |  |  |        |        |        |  |
|  |                  |                  |                  |             | 2n            | Long Island   | 1          |            |  |  |        |        |        |  |
|  |                  |                  | 1s               | Atlanta     | 0             |               |            |            |  |  |        |        |        |  |
|  | 3n               | Connecticut      | 1s               | Atlanta     | 0             | 0             |            |            |  |  |        |        |        |  |
|  | 3n               | Connecticut      |                  |             |               |               |            |            |  |  |        |        |        |  |
|  | 2n               | Long Island      | 1                |             |               |               |            |            |  |  |        |        |        |  |

## Vincitore
| Campione USBL 1997                 |
| ---------------------------------- |
| Atlantic City Seagulls (1º titolo) |

## Statistiche
| Categoria             | Giocatore        | Squadra                     | Stat |
| --------------------- | ---------------- | --------------------------- | ---- |
| Punti per gara        | Dennis Edwards   | Florida Sharks              | 32,8 |
| Rimbalzi per gara     | Brent Scott      | Atlantic City Seagulls      | 11,4 |
| Assist per gara       | Mark Baker       | Atlantic City Seagulls      | 7,2  |
| Palle rubate per gara | Jerry McCullough | New Hampshire Thunder Loons | 3,3  |
| Stoppate per gara     | Mikki Moore      | Atlanta Trojans             | 3,7  |
| FG%                   | Dennis Edwards   | Florida Sharks              | 63,9 |
| FT%                   | Matt Alosa       | New Hampshire Thunder Loons | 100  |

## Premi USBL
- USBL Player of the Year: Dennis Edwards, Florida Sharks
- USBL Coach of the Year: Kevin Mackey, Atlantic City Seagulls
- USBL Rookie of the Year: Mikki Moore, Atlanta Trojans
- USBL Postseason MVP: Mark Baker, Atlantic City Seagulls e Brent Scott, Atlantic City Seagulls
- All-USBL First Team
  - Herman Alston, Westchester Kings
  - Dennis Edwards, Florida Sharks
  - Brent Scott, Atlantic City Seagulls
  - Tim Moore, Jacksonville Barracudas
  - John Strickland, Long Island Surf
- All-USBL Second Team
  - Jerry McCullough, New Hampshire Thunder Loons
  - Mark Baker, Atlantic City Seagulls
  - Kevin Ollie, Connecticut Skyhawks
  - Donzel Rush, Tampa Bay Windjammers
  - Ochiel Swaby, Tampa Bay Windjammers
- USBL All-Defensive Team
  - Mark Baker, Atlantic City Seagulls
  - Jerry McCullough, New Hampshire Thunder Loons
  - Mikki Moore, Atlanta Trojans
  - Jay Webb, Portland Wave
  - Tim Moore, Jacksonville Barracudas
- USBL All-Rookie Team
  - Jeremy Hyatt, Raleigh Cougars
  - Tyrone Hopkins, Raleigh Cougars
  - Mikki Moore, Atlanta Trojans
  - Chuck Kornegay, Raleigh Cougars
  - Gerald Jordan, Philadelphia Power